# Made in Brazil (álbum de Metal Nobre)
Made in Brazil é o segundo DVD da banda brasileira de rock e metal cristão Metal Nobre. Gravado nas cidades de Taguatinga, Goiânia, Manaus e São José do Rio Preto, trouxe canções do disco Alta Voltagem, além de alguns clássicos do conjunto. O trabalho é uma comemoração dos quinze anos do grupo, fundado em 1997, e foi lançado de forma independente. Ainda recebeu a indicação de Melhor DVD no Troféu Promessas em 2012.

## Faixas
1. "Abertura"
2. "Intro"
3. "Guerreiro de Deus"
4. "Janelas do Céu"
5. "Mensageiro"
6. "Exaltar-te-ei"
7. "Não Tem que ser Assim"
8. "Silêncio de Deus"
9. "Intro Vou Confiar"
10. "Vou Confiar"
11. "Fala Deus"
12. "Instrumental"
13. "Eu Quero Ver"
14. "Não Vou Calar"
15. "Intro Corinho"
16. "Corinho"
17. "Intro Louvai"
18. "Louvai"
19. "Esperar em Deus"
20. "Metal Nobre"
21. "Jerusalém"
22. "Encerramento"

## Ficha técnica
Banda
- JT - Vocal
- Hirion - Teclado
- Daniel Ulisses - Baixo
- Leonel - Guitarra
- PH - Bateria

Músicos convidados
- Didio Corrêa - Bateria
- Luiz Coyote - Bateria